# Plesna (torrente)
Il Plesna (anche noto come Pollesina) è un torrente della provincia del Verbano-Cusio-Ossola e della provincia di Novara, tributario del Lago d'Orta.

## Percorso
Il torrente nasce a nord-est del Monte Avigno e scende in direzione nord-est passando nei pressi dei due ex-comuni di Boleto e Artò (oggi facenti parte di Madonna del Sasso). Nei pressi di Centonara svolta poi verso sud-est e sbocca infine nel lago d'Orta poco a sud del centro di Pella.